# System i

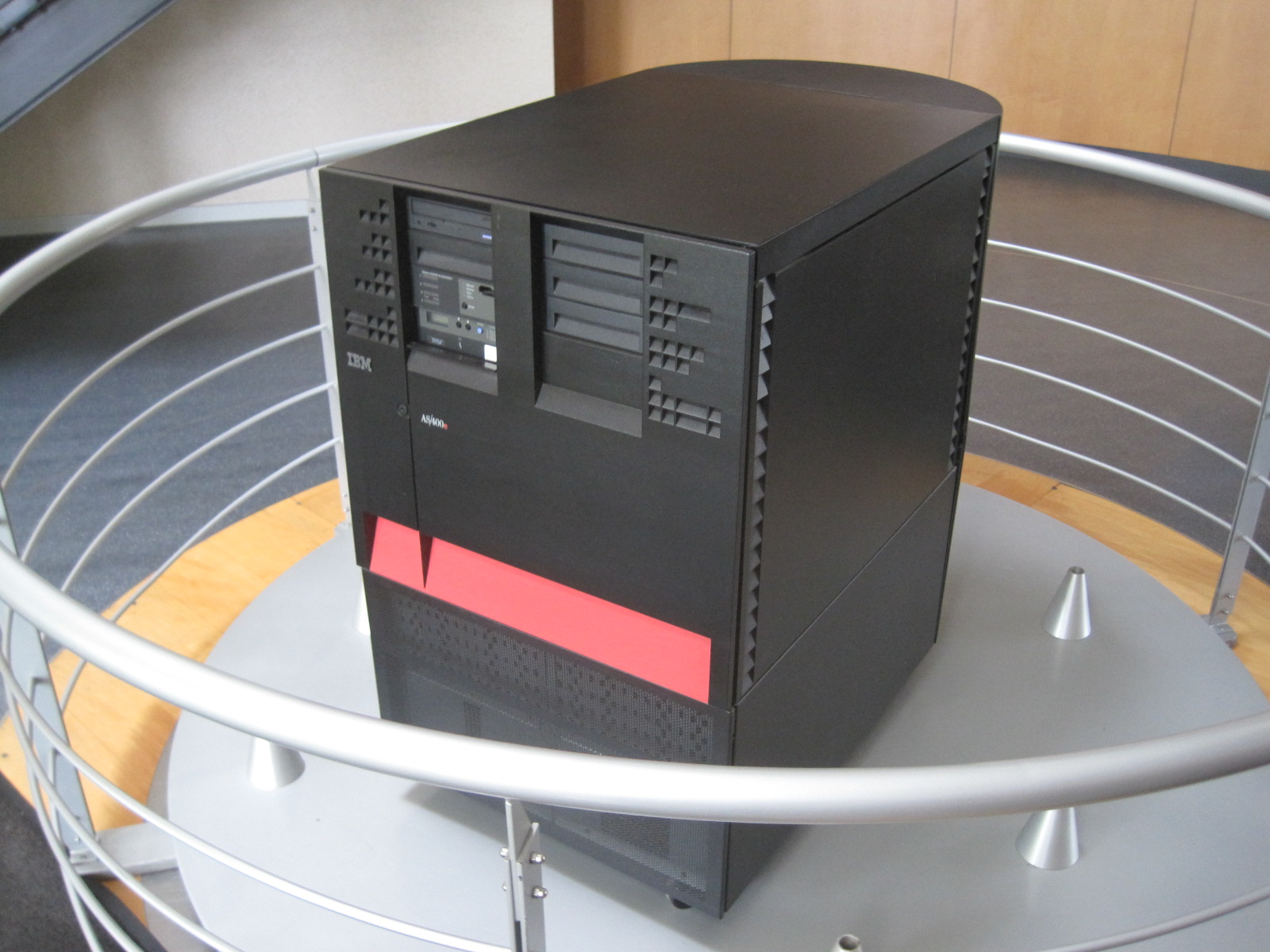
AS/400

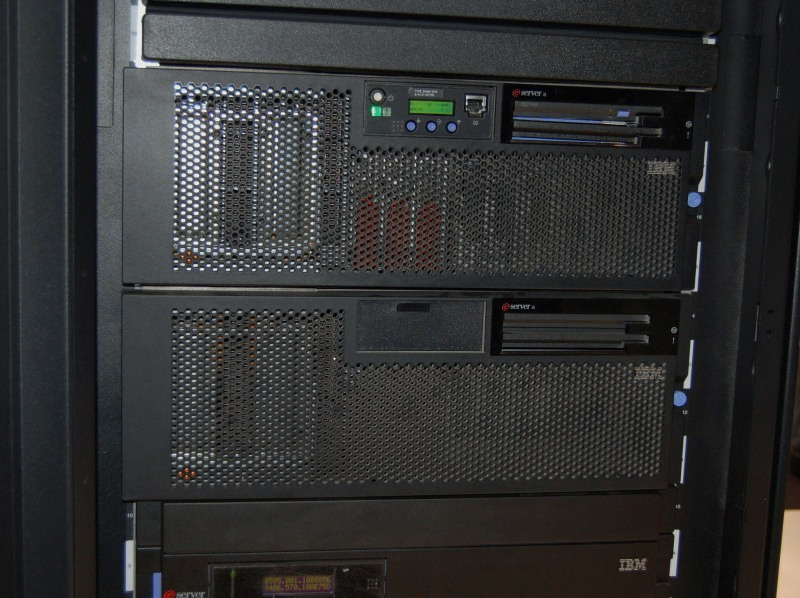
i5 モデル570（2006年）

AS/400（えーえすよんひゃく）、iSeries（あいしりーず）、System i（しすてむあい）はIBMのビジネス・アプリケーション用サーバー。世界的にはミッドレンジコンピュータ、日本ではオフィスコンピュータと分類される場合が多い。
- 1988年 IBM AS/400  - 当記事で記載
- 2000年 IBM eServer iSeries に改称 - 当記事で記載
- 2006年 IBM System i に改称 - 当記事で記載
- 2008年 IBM Power Systems に統合 - ハードウェアはPower Systems、オペレーティングシステムはIBM iを参照

## 名称
- IBM AS/400 - 「AS」はApplication System の略、オペレーティングシステムはOS/400（同時期の別製品名称は PS/2、RS/6000、ES/9000）
- IBM eServer iSeries - 「i」は「Integration（統合）」を意味する（同時期の別製品名称は xSeries、pSeries、zSeries）
- IBM System i - 「i」は「Integration（統合）」を意味する（同時期の別製品名称は System x、System p、System z）
- IBM Power Systems (IBM i) - ハードウェアはPOWERプロセッサ搭載、オペレーティングシステムの「i」は「Integration（統合）」を意味する（同時期の別製品名称は IBM z）

## 歴史
- 1988年、System/38データベースマシンとSystem/36を結合させ、最初のAS/400がリリースされる。オブジェクトベースシステムであり、エドガー・F・コッドの関係データベースモデルに基づいて実装されたDB2関係データベースがシステムの中核部分に組み込まれている。登場したとき、2,500本以上のビジネスアプリケーションソフトウェアが用意されていた。このときのCPUは独自のCISCプロセッサであり、System/370に似た命令セットであった。後にPOWERプロセッサに移行した。
- 1995年、64ビットプロセッサRS64をサポートし、オペレーティングシステム (OS/400) も64ビット化された。
- 2000年、eServer iSeries と改称。
- 2004年、POWER5 プロセッサを使用した System i5 サーバが登場。
- 2006年、System i と改称。
- 2008年、後継のハードウェア Power Systems が発表。ほぼ同時期にOSも IBM i 名で新バージョンがリリース。
- 2009年以降のOS新バージョンのリリースについては、IBM i のページを、ハードウェアの発表については、 Power Systems のページをそれぞれ参照のこと。

## 特長
- TIMI（Technology Independent Machine Interface） - System/38より継承した、テクノロジーに依存しないマシンインターフェイスと呼ばれる技術。主に水平マイクロコードにより実装され、プロセッサの命令セットなどハードウェアの実装を変更してもオペレーティングシステム (OS) を含めたソフトウェアをそのまま動作させることができる。この仕組みは仮想機械に似ているが、仮想機械を使用するシステムが基本的にはインタプリタ形式であって、実行時に逐次プロセッサが理解できる機械語に変換されるのに対して、TIMIではコンパイルによって生成された実行ファイルの中にTIMIの中間言語で書かれた実行コードとコンパイル時点での実プロセッサに対応した機械語とを持っているという点で大きく異なっている。このため、実プロセッサが変わっても実行ファイルさえあれば変換（中間コードから機械語を再生成）することが可能で、ソースファイルが無くてもハードウェアを自由に交換できるという優れた可搬性を、実行速度を犠牲にすることなく実現している。このためCPUをPOWERに変更した際の移行も順調に行われた。なおTIMIの命令セットのポインタは128ビットで、ハードウェアの進化に対応でき、既存のソフトウェアの修正は必要ない。
- 単一レベル記憶 (SLS, single-level store) - メインメモリ等の主記憶装置と、ディスク装置等の補助記憶装置を、単一の巨大なアドレス空間として管理する。このため「ソフトウェアを実行するためには、ディスク装置上のモジュールを、メインメモリにロードする」との処理が不要で、ボトルネック発生の少ない高速な入出力が得られる。
- 汎用のコンピュータシステムとして初めてアメリカ国家安全保障局（NSA）から C2 レベルのセキュリティ認証を受けた。
- 論理区画（LPAR）- IBMのメインフレームから導入され、ひとつのマシンを論理的に複数に分割して使用することができるようになった。各パーティションにはシステムリソース（メモリ、ハードディスク容量、CPU時間）を割り当てられ、それぞれにOSが動作する。動作可能なオペレーティングシステム (OS) は、i5/OS (IBM i) 、Linux、AIXなど。

## 文献
- フランク・ソルティス (著) 、日本アイ・ビー・エム(株) AS/400製品事業部 (翻訳/監修) 、『Inside the AS/400 : featuring the AS/400e series ** 日本語版 第2版』、インフォ・クリエイツ、1998年、ISBN 4-900741-88-4